# Sergei Kozlov
Sergei Kozlov (urspr. Sergei Alexejewitsch Koslow, russisch Сергей Алексеевич Козлов; * 15. Juni 1964 in Moskau) ist ein russisch-US-amerikanischer Kameramann.

## Leben
Kozlov arbeitete an Werbespots und Musikvideos, bevor er 1993 seinen ersten Spielfilm Russian Ragtime als Kameramann drehte.
Seit 1997 stand Kozlov auch für Fantasyfilme hinter der Kamera, darunter waren Die Abenteuer des Odysseus (1997), Merlin (1998) und Jason und der Kampf um das Goldene Vlies (2000).
Seit Jason ist er Mitglied des US-amerikanischen Verbands der Kameramänner A.S.C.